# Welf VI.

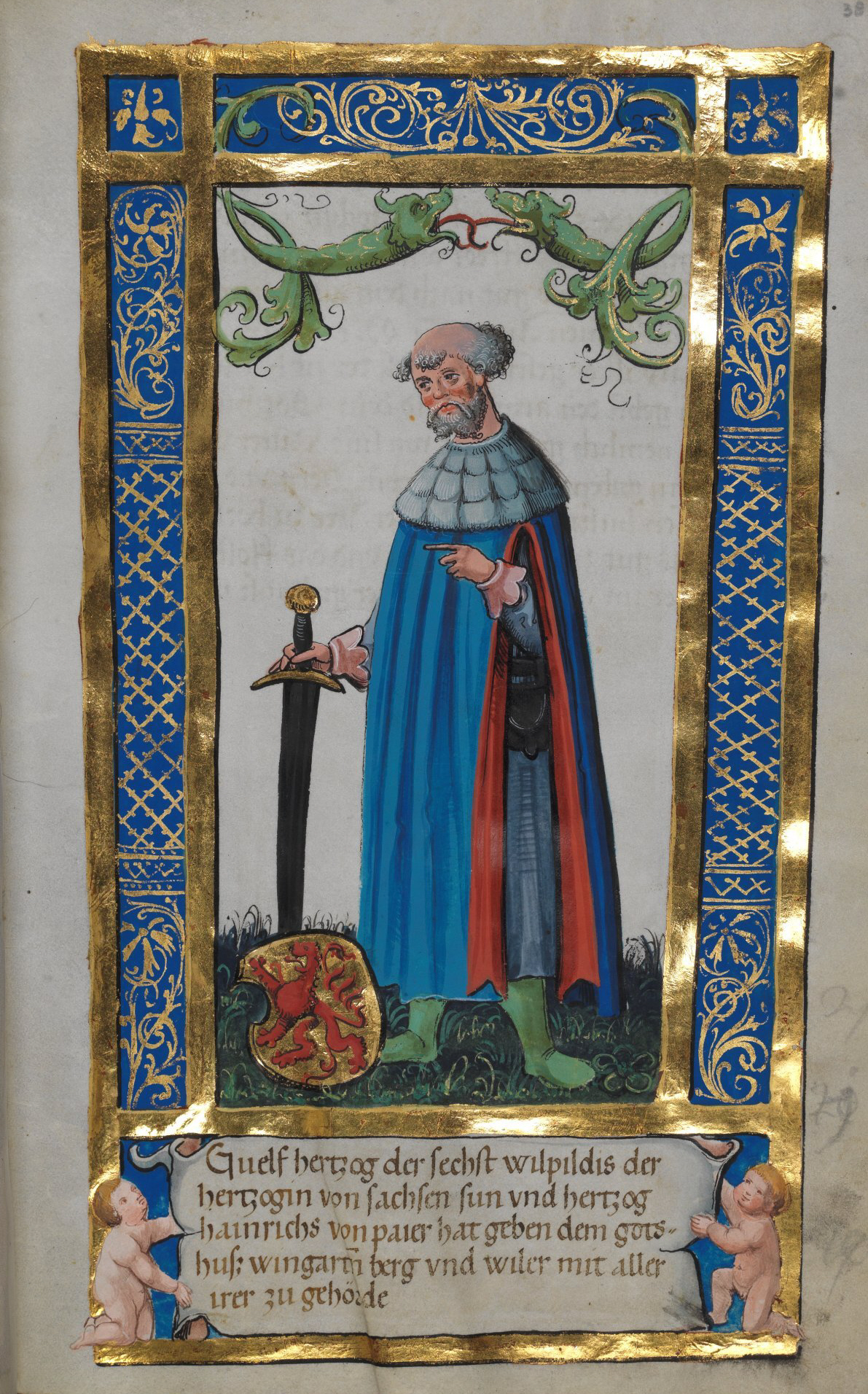
Welf VI., Idealporträt im Weingartener Stifterbüchlein, um 1500 (Württembergische Landesbibliothek, Cod. hist. Q 584, fol. 38v)

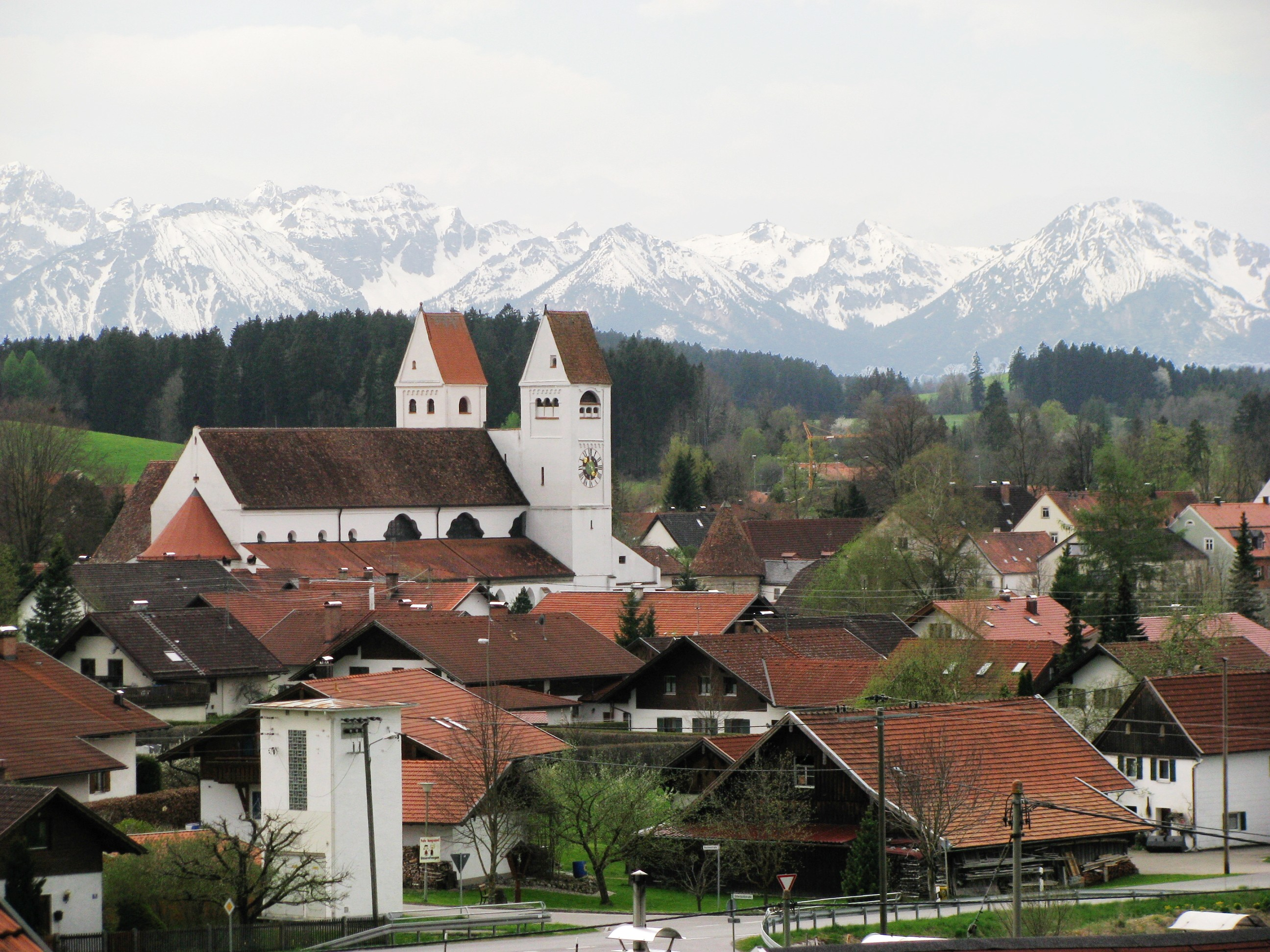
Kloster Steingaden

Welf VI. (* 1115; † 15. Dezember 1191 in Memmingen) aus dem Geschlecht der Welfen, auch der Milde Welf genannt, war Markgraf von Tuszien (Toskana) und Widersacher des staufischen Königs Konrad III.

## Leben
Welf wurde 1115 als dritter Sohn Heinrichs des Schwarzen, Herzog Heinrich IX. von Bayern, geboren. Nach dem Tod des Vaters 1126 wurde sein Bruder, Heinrich der Stolze, Oberhaupt des welfischen Adelsgeschlechts. Heinrich der Stolze verheiratete Welf VI. mit Uta, der Tochter des söhnelosen Pfalzgrafen bei Rhein Gottfried von Calw. Dadurch erwarb Welf nach dem Tod seines Schwiegervaters 1131 oder 1133 Ansprüche auf dessen Besitztümer – darunter auch die Burg Weinsberg –, die er allerdings in der sogenannten Calwer Erbfehde gegen Adalbert IV. von Calw, Gottfrieds Neffen, durchsetzen musste. Innerhalb der welfischen Familie verwaltete Welf darüber hinaus die Besitzungen in Oberschwaben.
Nach der Wahl des Stauferkönigs Konrad III. 1138 kam es zum offenen Konflikt zwischen Staufern und Welfen. Konrad entzog seinem Gegner Heinrich dem Stolzen die Herzogtümer Bayern und Sachsen sowie Welf VI. die Markgrafschaft Tuszien. 1139 starb Heinrich der Stolze; sein Sohn Heinrich der Löwe war noch nicht volljährig. Welf VI. vertrat, neben der Mutter und Großmutter Heinrichs des Löwen, die welfischen Ansprüche und verteidigte sie vor allem in Bayern gegen die von Konrad neu als Herzöge eingesetzten Babenberger. 1140 schlug Welf die Babenberger bei Valley an der Mangfall, verlor aber kurz darauf in der Schlacht bei Weinsberg nahe Heilbronn die Burg Weinsberg an Konrad III.
1142 erzielte die welfische Seite einen ersten politischen Sieg: Angesichts des zähen Widerstands der Welfen und ihrer Verbündeten wurde Sachsen an Heinrich zurückerstattet. Auf dem Hoftag in Frankfurt kam es zu einer ersten Annäherung über ein Ehebündnis, bei der Welf VI. allerdings nicht berücksichtigt wurde. Sein wichtigster Aktionsraum Bayern wurde erneut den Babenbergern zugesprochen. Bei dieser Regelung blieb es allerdings nicht lange. Im März 1147 erhob Heinrich der Löwe auf einem weiteren Hoftag in Frankfurt offiziell einen Rechtsanspruch auf das Herzogtum Bayern. Im gleichen Jahr begab sich Welf unter Konrad III. auf den Zweiten Kreuzzug nach Palästina und ordnete vorher seine Verhältnisse. In diesem Zusammenhang wurde erstmals sein um 1140 geborener Sohn Welf VII. erwähnt. Ebenfalls in dieser Zeit stiftete Welf das Kloster Steingaden (oberhalb des Lechtals bei Peiting), das seine Grabstätte werden sollte. Der Kreuzzug verlief wenig ruhmreich. Nach verlustreichen Kämpfen in Kleinasien erreichten die Kreuzfahrer im Sommer 1148 Akkon, wo Konrad entschied, Damaskus zu belagern. Welf lehnte eine Teilnahme an der Belagerung ab und kehrte in die Heimat zurück. Kurz nach seiner Rückkehr scheint Welf erneut militärisch gegen Konrad vorgegangen zu sein. Nach einer Niederlage bei Flochberg brach der Aufstand 1150 allerdings zusammen. Ab diesem Zeitpunkt übernahm Heinrich der Löwe endgültig die Führung der welfischen Partei und setzte sich in den Folgejahren schließlich auch in Bayern durch.

### Welf VI. und Friedrich I. Barbarossa

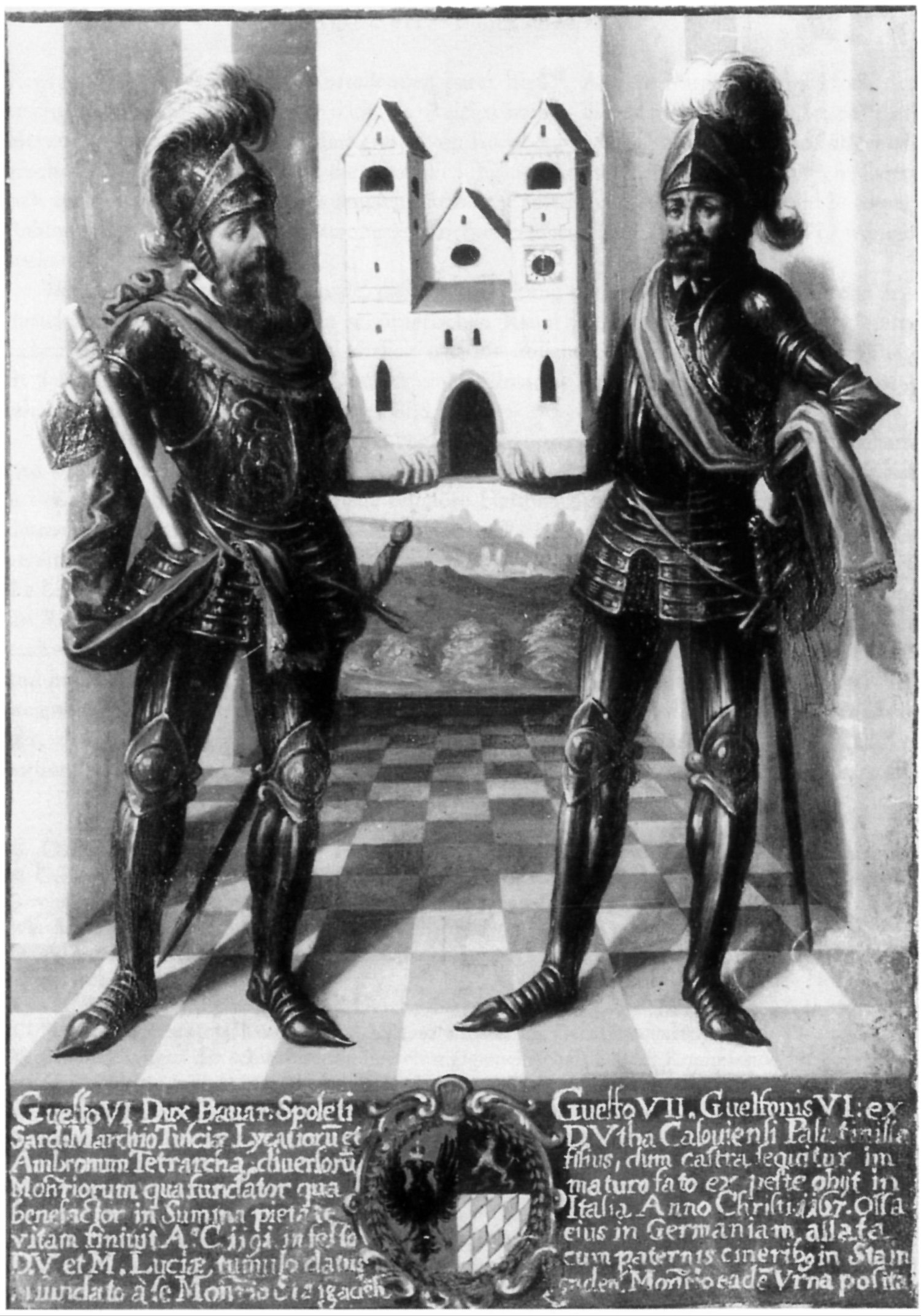
Welf VI. mit seinem Sohn Welf VII. und dem von ihm gegründeten Kloster Steingaden (Darstellung des 16. Jahrhunderts)

1151 kam es durch Vermittlung seines und des Königs Neffen, Friedrich III. von Schwaben, den zukünftigen Kaiser Barbarossa, zu einer Einigung zwischen Konrad und Welf. Im Zuge dieser Einigung bekam Welf von Konrad III. das bedeutende Reichslehen Mertingen verliehen.
Nach dem Tode Konrads, im Februar 1152, unterstützte Welf VI. die Kandidatur seines Neffen Friedrich von Schwaben, der am 4. März 1152 in Frankfurt zum neuen König gewählt wurde, gegen den noch minderjährigen Sohn Konrads, der später Herzog Friedrich IV. von Schwaben werden sollte. In dieser Zeit war das Verhältnis Welfs zum Reichsoberhaupt ausgesprochen gut und so wurde er vom König, spätestens auf dem Würzburger Hoftag im Oktober 1152, mit dem Herzogtum Spoleto in Italien, der Markgrafschaft Tuscien (die heutige Toskana) und anderen italienischen Gütern belehnt.
Welf VI. war damit Herr des größten Teils Mittelitaliens; neben Spoleto und Tuscien besaß er unter anderem auch Sardinien. Gut zwanzig Jahre dauerte diese welfische Herrschaft.
Dass Welf jedoch auch Wert auf seine Besitzungen in Schwaben legte, zeigte die Tübinger Fehde (1164–1166), in der er durch zahlreiche Beziehungen nahezu den gesamten schwäbischen Adel gegen den Pfalzgrafen Hugo von Tübingen und seinen wichtigsten Unterstützer, Herzog Friedrich IV. von Schwaben aufbrachte. Auch in diesem Konflikt der Welfen mit der konradinischen Stauferlinie musste Kaiser Barbarossa vermittelnd eingreifen. Und auch hier bevorzugte er Welf VI.
1167 starb Welfs einziger Sohn, Welf VII., der am Feldzug Kaiser Friedrichs gegen den Papst teilgenommen hatte, in Italien an der Malaria. Sein Tod traf den Vater zutiefst. Gegen die ab diesem Zeitpunkt massiv betriebene Ausdehnung des staufischen Besitzes in Oberschwaben unternahm er nichts. Er verlor beinahe jegliches politisches Interesse; seine italienischen Besitzungen verkaufte er für eine beträchtliche Summe an Kaiser Friedrich. Allerdings scheinen sie nicht sofort in den Besitz Barbarossas übergegangen zu sein, denn wenige Jahre später erhob Welf noch einmal formellen Protest, als der Kaiser seine Besitzungen im Rahmen seiner italienischen Städtepolitik neu verteilte. Den tuscischen Markgrafentitel führte Welf noch bis 1173. Mit dem Erlös aus den italienischen Verkäufen scheint er seine neuen Leidenschaften finanziert zu haben: Dichtkunst, Geschichtsschreibung und Kirchenbau förderte er als Mäzen; er feierte aufwendige, vielbesuchte Feste, auf denen auch wichtige politische Entscheidungen fielen. In dieser Zeit entstand auch die Historia Welforum, die erste mittelalterliche Chronik, die ausschließlich der Geschichte eines Adelsgeschlechtes gewidmet ist und vielleicht im Auftrag Welfs geschrieben wurde.

### Erbvertrag und Tod
Nach der Übernahme von Welfs italienischen Besitzungen nahm Barbarossa 1171 Verhandlungen über das Gesamterbe auf. Welf VI. war zu diesem Zeitpunkt fast 60 Jahre alt. Zwar war sein Sohn tot, doch hatte er zwei Neffen: Heinrich den Löwen und Kaiser Friedrich Barbarossa. Der Erbfolge gemäß hätte der Löwe den Anspruch auf das Erbe gehabt. Allerdings war zu diesem Zeitpunkt der Kontakt zwischen dem neuen welfischen Machtzentrum in Braunschweig und dem schwäbischen Stamm des Geschlechts weitgehend eingeschlafen. Dennoch kam es zwischen Pfingsten 1175 und Herbst 1176 zu einem Erbvertrag zwischen Welf VI. und Heinrich dem Löwen. Heinrich sollte eine erhebliche Summe an seinen Onkel leisten und dafür das Erbrecht erhalten. Heinrich blieb die Zahlung jedoch schuldig, und Friedrich bemühte sich wieder verstärkt um Welf. Kurz vor Weihnachten 1178 kaufte er Welf seine Besitzungen nördlich der Alpen ab. Die offizielle Übergabe fand im Januar 1179 auf dem Wormser Hoftag statt, auf dem auch das endgültige Absetzungsverfahren gegen Heinrich den Löwen eingeleitet wurde. Einen Großteil der Territorien empfing Welf sofort wieder als Lehen vom Kaiser. 1191 starb Welf, „versöhnt mit den Menschen und reuevoll“, wie es in der Historia Welforum (Steingadener Fortsetzung) heißt, in „seiner Stadt“ Memmingen. Er wurde in dem von ihm gestifteten Kloster Steingaden in der Klosterkirche St. Johannes Baptist beigesetzt.

### Nachkommen
- Elisabeth (* um 1130/35; † 1164/80), die um 1150 Rudolf von Pfullendorf heiratete. Ihre Tochter Ita war mit Graf Albrecht III. von Habsburg verheiratet und Stammmutter der Habsburger Könige und Kaiser.[2]
- Welf VII. (* um 1140; † 11./12. September 1167 in Siena), mit dessen Tod dieser süddeutsche Zweig der Welfen in männlicher Linie ausstarb.

## Denkmal
Im Fuggergarten unterhalb des Schweizerbergs in Memmingen steht seit 2010 ein Reiterstandbild Welfs VI., das 2003 von Helmut Ackermann geschaffen wurde.

## Bilder

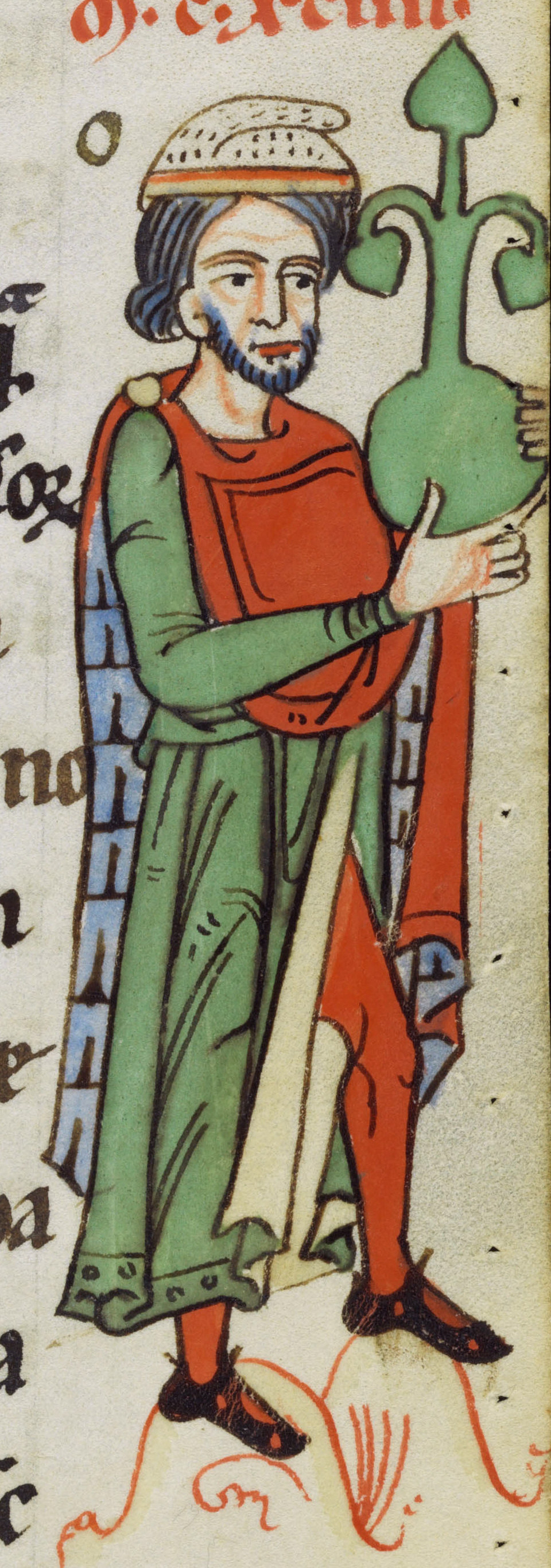
Welf VI. in den Acta Sancti Petri in Augia; Kantonsbibliothek St. Gallen
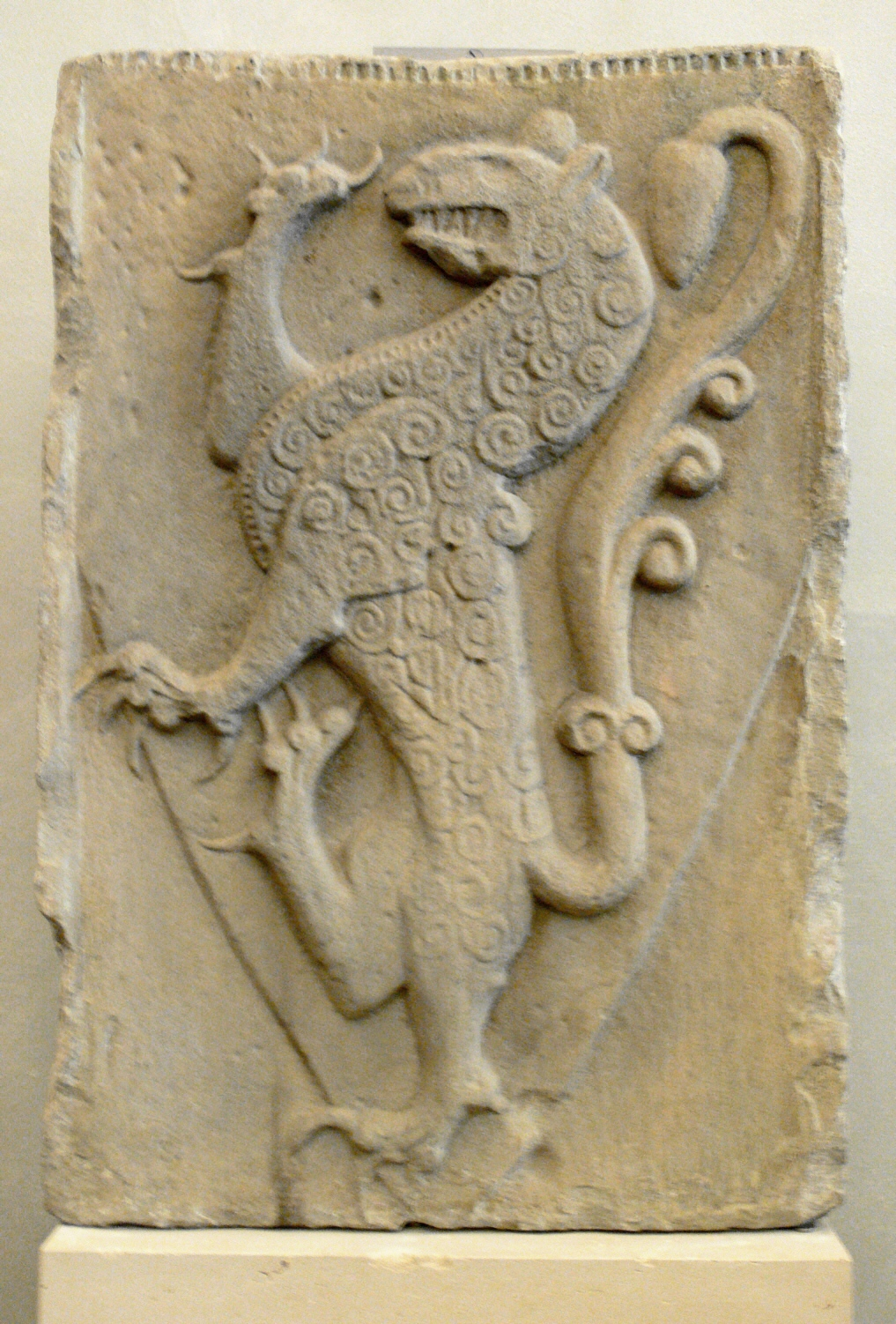
Welfen-Wappen (um 1200) vom Grab Welfs VI. und Welfs VII. im Welfenmünster in Steingaden, heute im Bayerischen Nationalmuseum, München
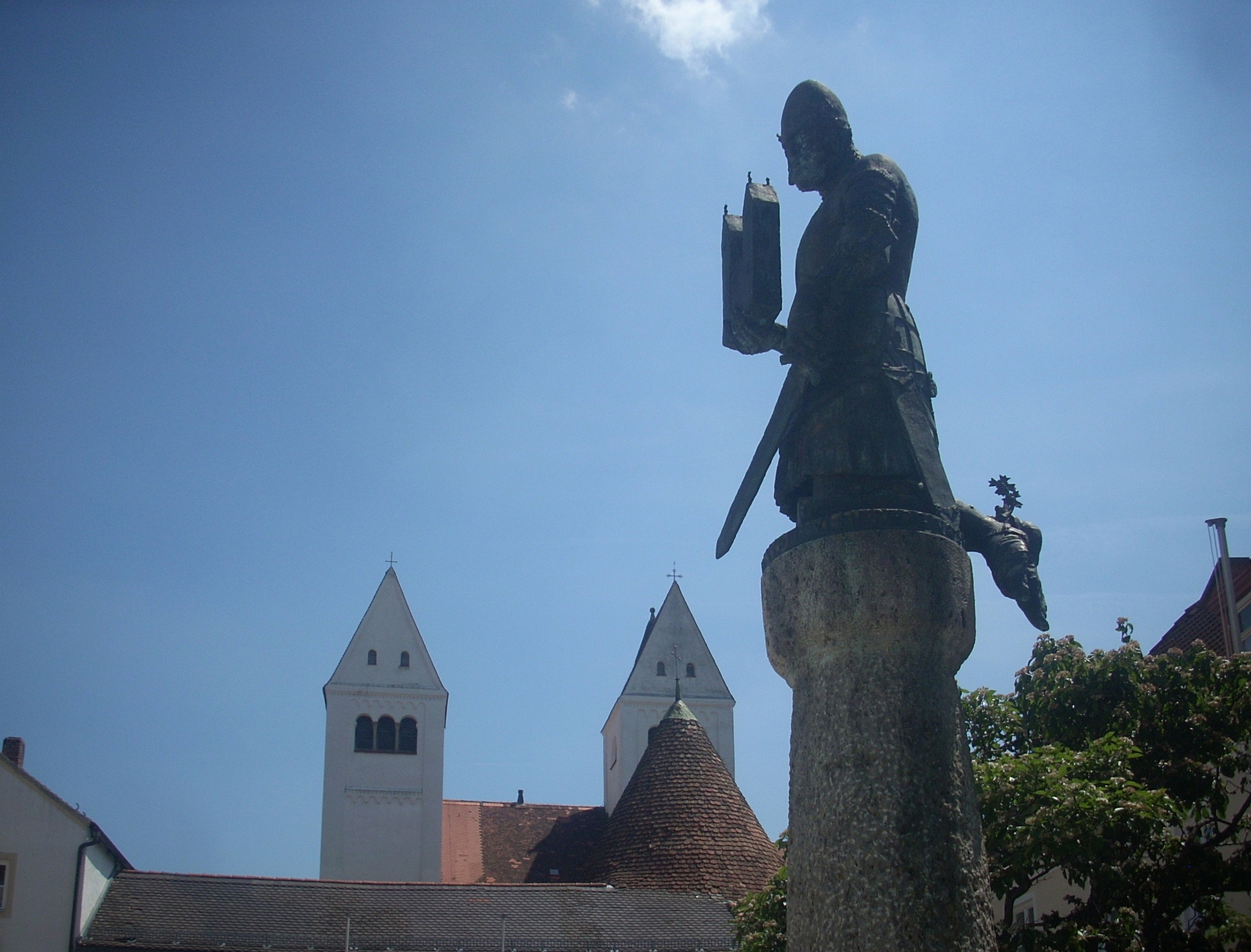
Brunnenfigur vor dem Welfenmünster (Ende 20. Jh.): Welf VI. als Stifter von Kloster Steingaden
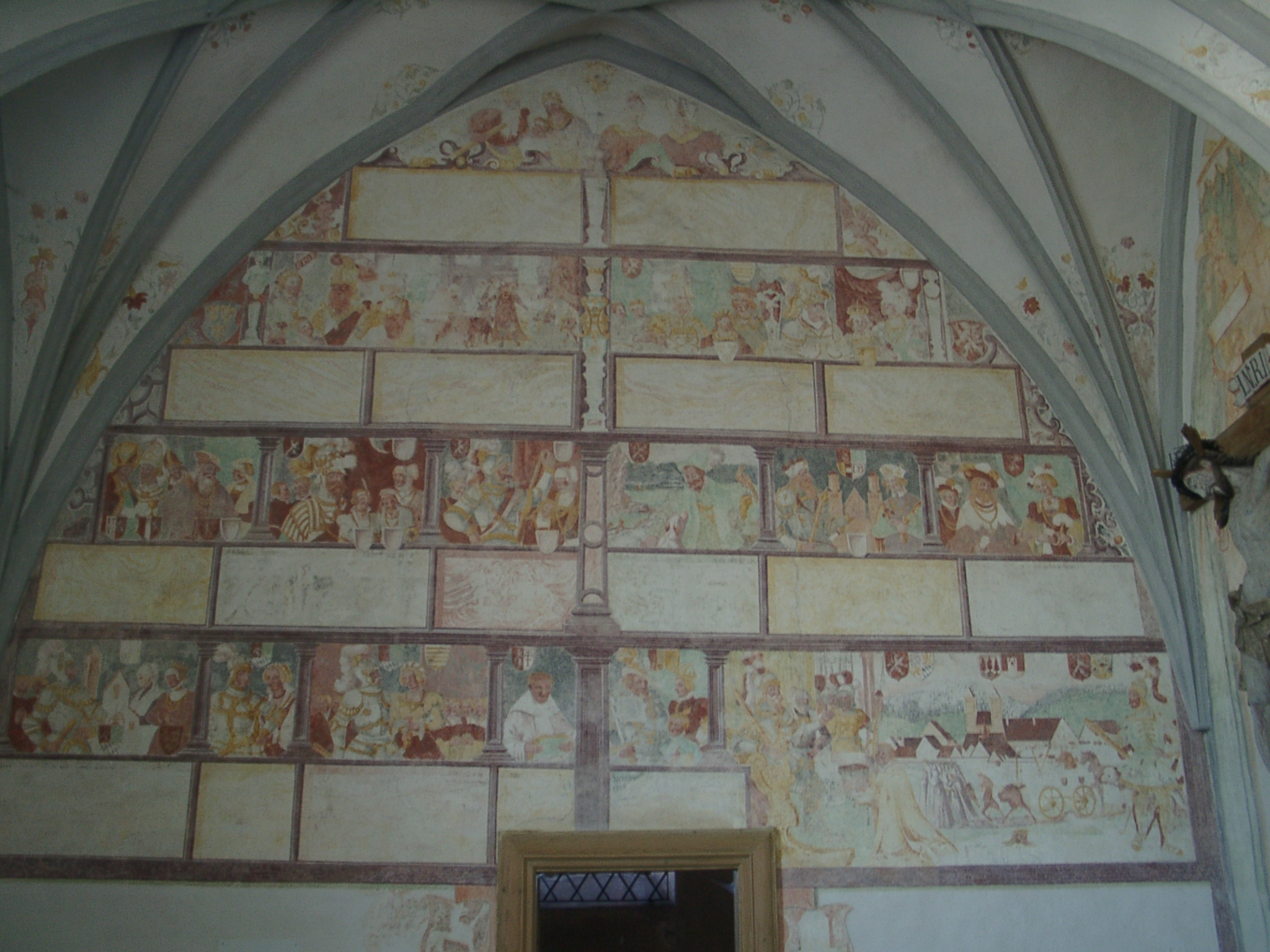
Welfen-Genealogie in der Vorhalle des Welfenmünsters (um 1600)
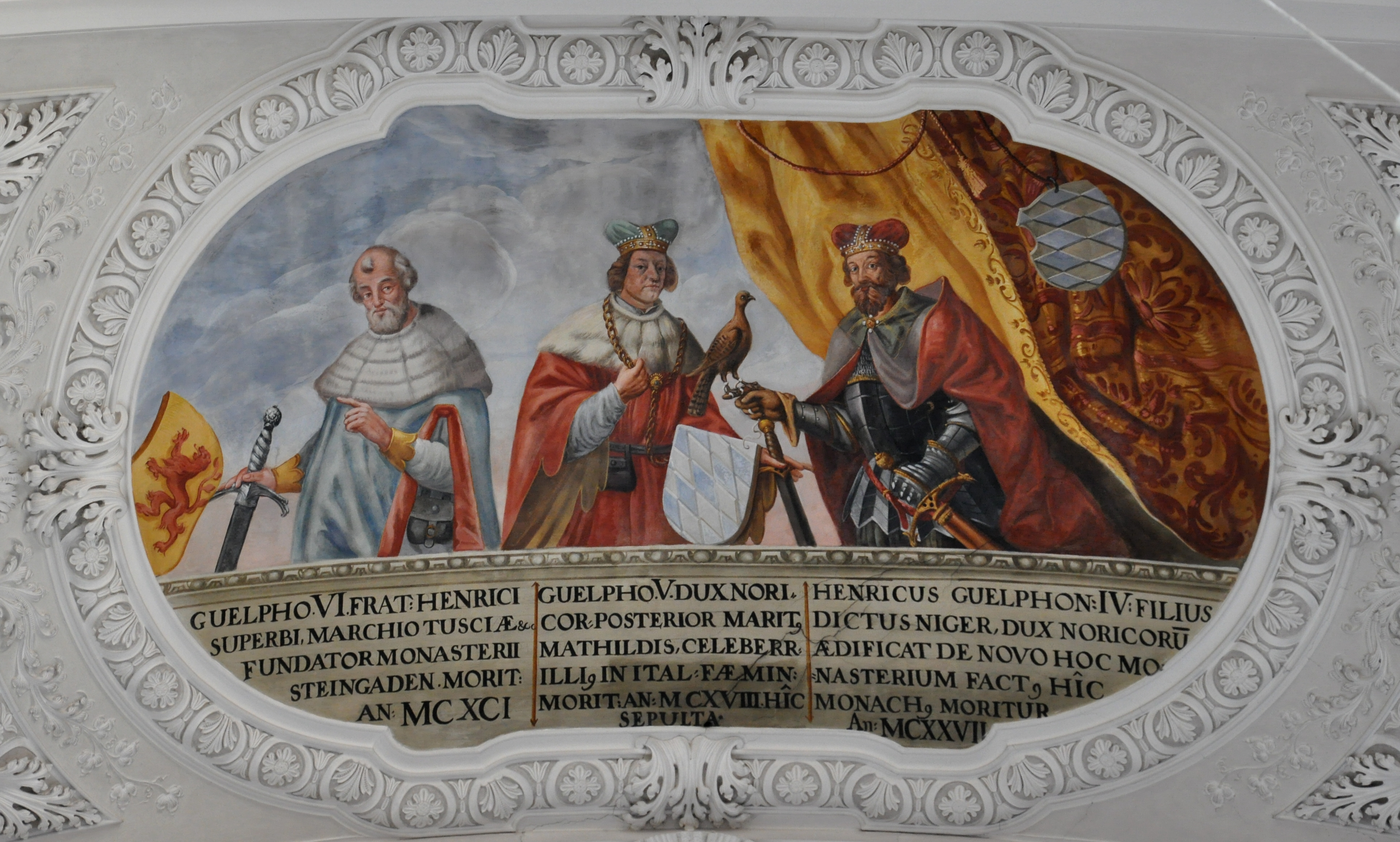
Welf VI. mit seinen Ahnen Welf V. und Heinrich der Schwarze (Welfenmünster)
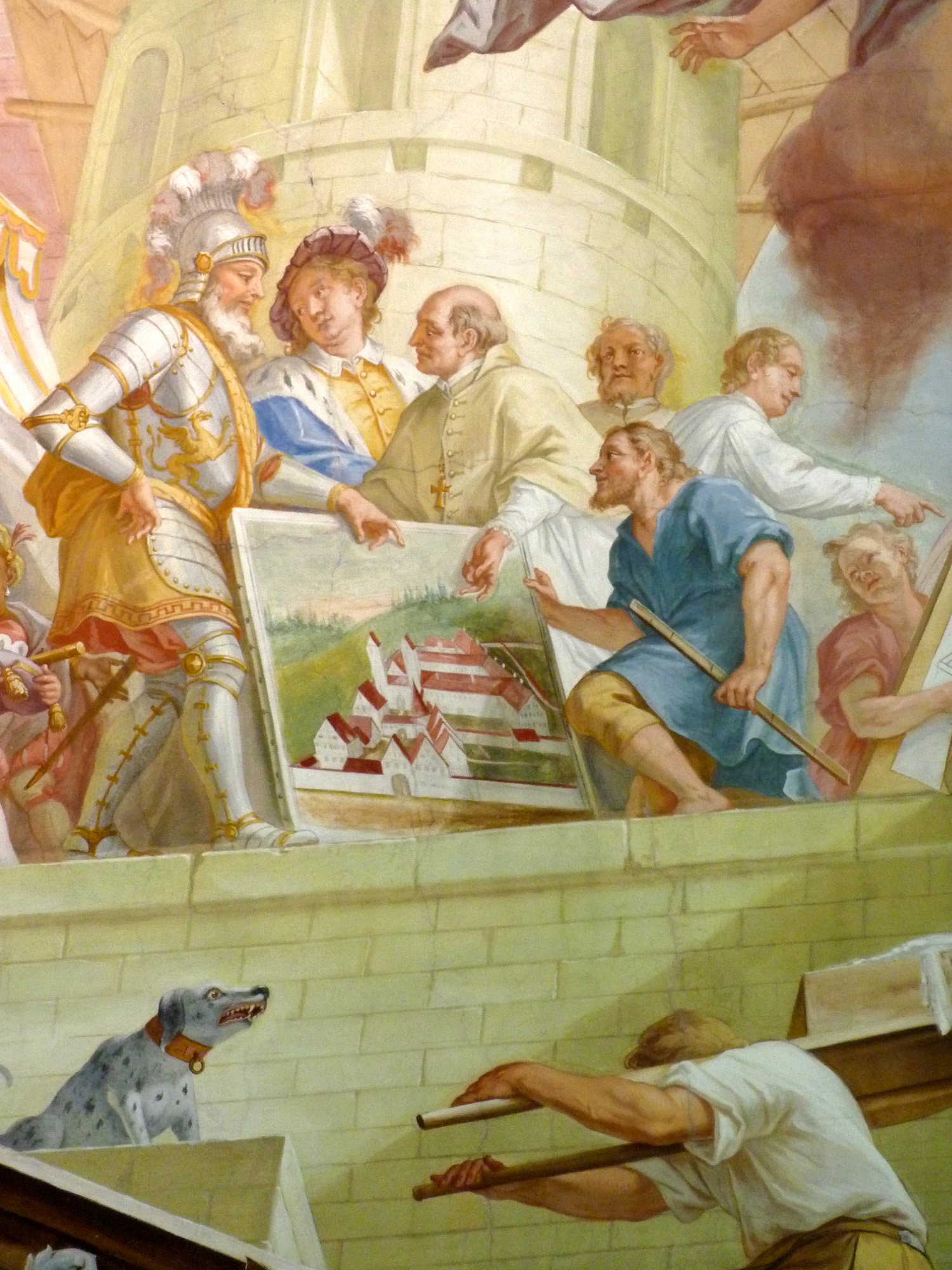
Welf VI. mit seinem Sohn als Stifter von Kloster Steingaden auf einem Fresko über der Orgel des Welfenmünsters
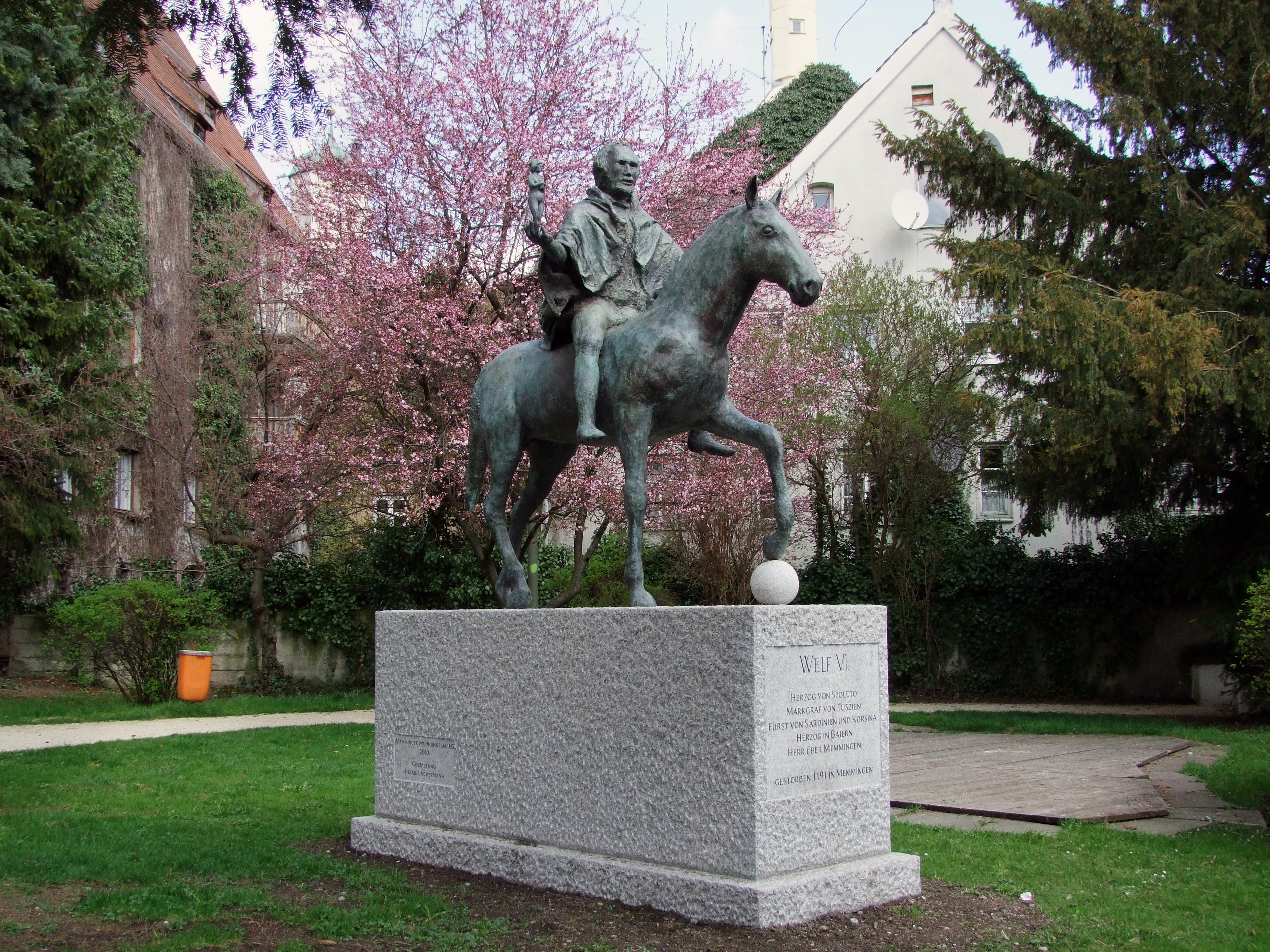
Reiterstandbild Welf VI. im Fuggergarten in Memmingen